# Dolina Sutle kod Razvora
Dolina Sutle kod Razvora este o arie protejată (sit de importanță comunitară — SCI) din Croația întinsă pe o suprafață de 96,24 ha, integral pe uscat.

## Localizare
Centrul sitului Dolina Sutle kod Razvora este situat la coordonatele 46°05′10″N 15°39′21″E / 46.086172°N 15.655953°E.

## Înființare
Situl Dolina Sutle kod Razvora a fost declarat sit de importanță comunitară în iulie 2013 pentru a proteja 1 specie de animale.

## Biodiversitate
Situată în ecoregiunea continentală, aria protejată nu include niciun habitat protejat.
La baza desemnării sitului se află o specie protejată de  nevertebrate: fluturele purpuriu (Lycaena dispar).